# بريتاني بيل
بريتاني بيل (بالإنجليزية: Brittany Bell) هي متسابقة ملكة الجمال وعارضة أمريكية، ولدت في 9 نوفمبر 1987 في أريزونا في الولايات المتحدة.

## وصلات خارجية
- الموقع الرسمي
- بريتاني بيل على موقع IMDb (الإنجليزية)